# Cortes Generales y Extraordinarias de la Nación Portuguesa

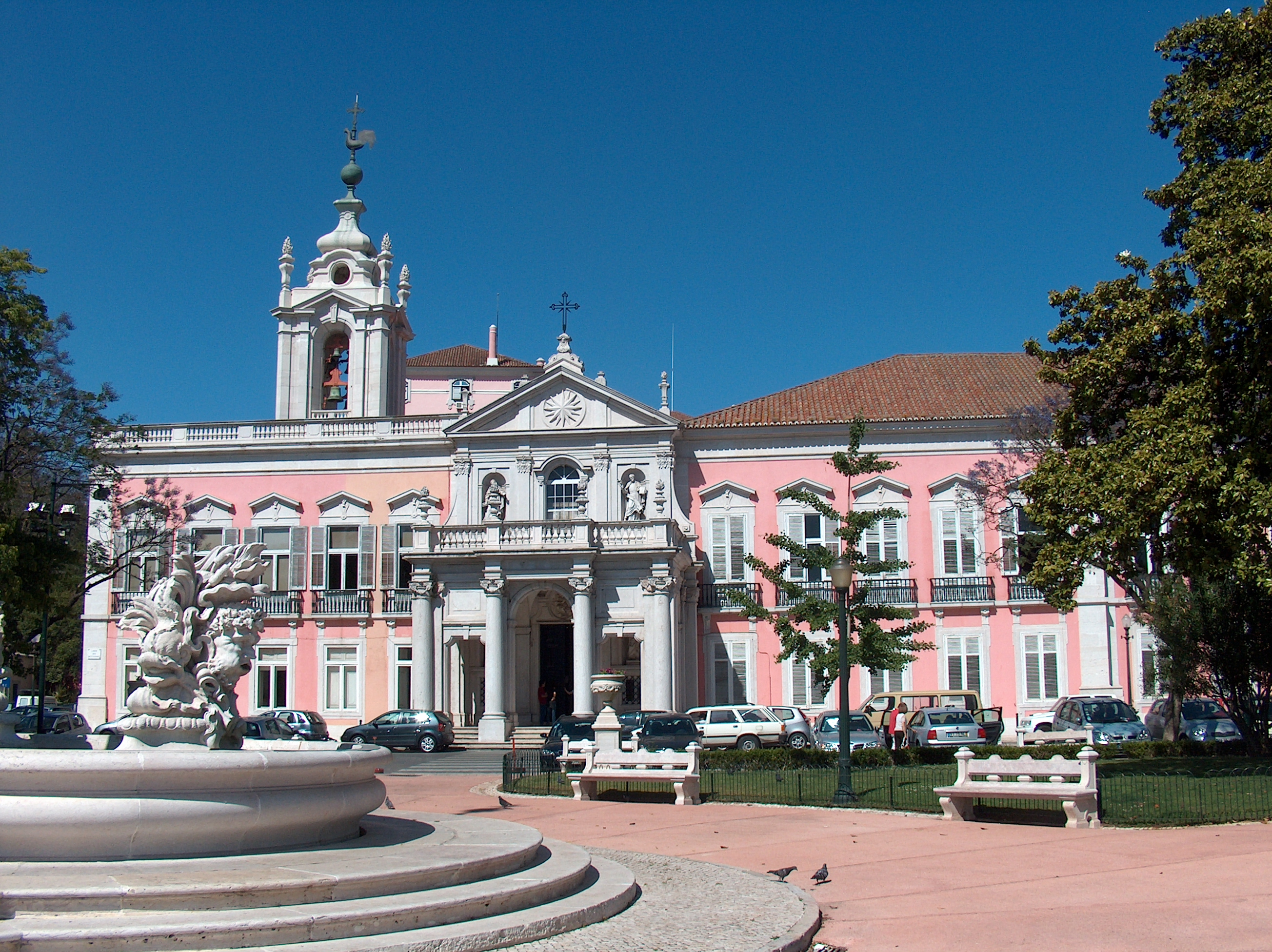
Palácio das Necessidades, sede de las Cortes.

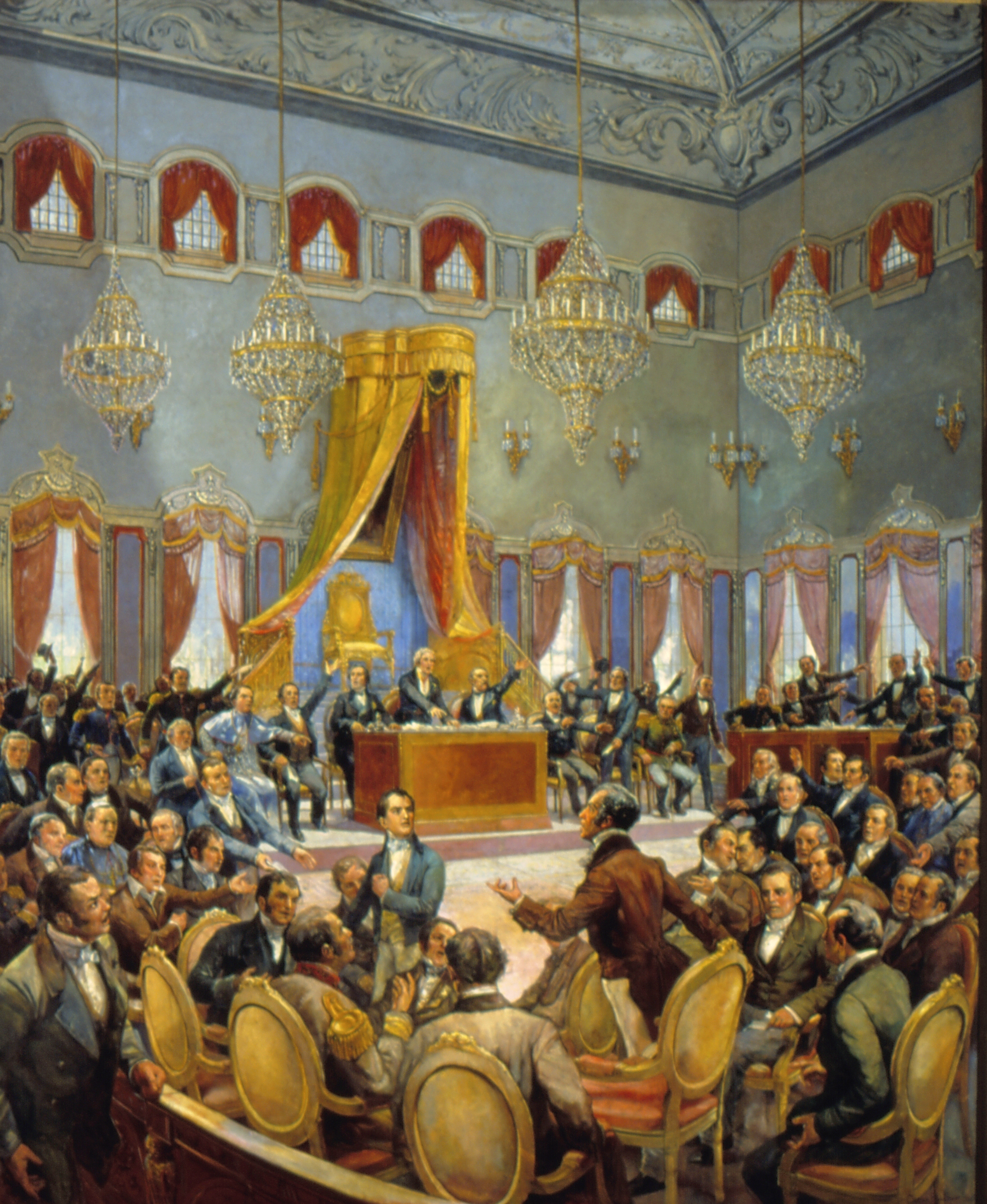
As Cortes portuguesas em 1822, por Oscar Pereira da Silva.

Las Cortes Generales y Extraordinarias de la Nación Portuguesa (Cortes Gerais e Extraordinárias da Nação Portuguesa), también frecuentemente designadas por Soberano Congresso y conocidas historiográficamente como Cortes Constituyentes de 1820 o Cortes Vintistas, fueron el primer parlamento portugués contemporáneo.
Surgieron en el contexto del vintismo o septembrismo, la revolución liberal de Oporto de 1820, que pretendía convertir el reino de Portugal en una monarquía constitucional a ejemplo de la Constitución española de 1812 o de Cádiz, que en ese mismo año de 1820 había vuelto a entrar en vigor tras el pronunciamiento de Riego (Trienio Liberal).
Los trabajos parlamentarios transcurrieron entre el 24 de enero de 1821 y el 4 de noviembre de 1822 en el Palácio das Necessidades de Lisboa. Finalmente quedó aprobada la Constitución Portuguesa de 1822 (Constituição Portuguesa de 1822).